# Mníšek pod Brdy
Mníšek pod Brdy é uma cidade checa localizada na região da Boêmia Central, distrito de Praha-západ.